# Jan Křesadlo
Jan Křesadlo (Praga, 9 dicembre 1926 – Colchester, 13 agosto 1995) è stato un artista ceco.
Jan Křesadlo è in realtà lo pseudonimo più noto dello psicologo Václav Jaroslav Karel Pinkava, apprezzato soprattutto come illustratore, musicista, matematico, traduttore, romanziere e poeta.
Anticomunista, emigrò in Gran Bretagna con la moglie e i loro quattro figli nel 1968 in seguito all'invasione della Cecoslovacchia da parte delle armate del blocco sovietico aderente al Patto di Varsavia. Lavorò come psicologo fino al 1982, quando decise di ritirarsi dalla professione medica per dedicarsi a tempo pieno alla scrittura e all'arte. Il suo primo romanzo Mrchopěvci (trad. inglese GraveLarks, Praga 1999, ISBN 80-86013-81-2) fu originariamente pubblicato da Josef Škvorecký, fondatore a Toronto della casa editrice 68 Publishers, importante voce dei transfughi cecoslovacchi, e vinse nel 1984 il premio Egon Hostovský.
Scelse il suo noto pseudonimo, che in ceco significa acciarino, in parte perché contiene il suono ř peculiare della lingua ceca; si divertì inoltre a costruirsi altri pseudonimi, per differenziarsi nelle opere di tutta la sua produzione artistica: tra gli altri, Jake Rolands (anagramma dello pseudonimo precedente), J. K. Klement (dal nome di suo nonno materno Jaroslav Klement, che tra l'altro vantava origini italiane, per le traduzioni in inglese), Juraj Hron (per i suoi scritti moravi), Ferdinand Lučovický z Lučovic a na Suchým dole (per la musica) e Kamil Troud (per le illustrazioni).
Autodidatta straordinario e poliglotta eclettico, Pinkava si pose sempre obiettivi artistici di grande rilievo, come ad esempio la traduzione del ciclo di poesie dedicate a Praga di Jaroslav Seifert che va sotto il nome di Serto di sonetti. Ancora, pubblicò una raccolta di sue proprie poesie composte in sette lingue diverse. Ma la sua opera più bizzarra e meravigliosa è  Ἀστροναυτιλία / Hvězdoplavba, un poema fantascientifico di 6.575 esametri in greco neo-omerico, con traduzione ceca a fronte, pubblicato postumo in edizione manoscritta anastatica (ISBN 80-237-2452-5).
È il padre del regista Jan Pinkava, che ha vinto un premio Oscar per il cortometraggio d'animazione Geri's Game nel 1998.

## Sitografia
- Jan Křesadlo's official website, in ceco e in inglese
- traduzioni varie, su kresadlo.cz.
- brevi recensioni, in inglese:
  -  Helena Kupcová, su kresadlo.cz.
  -  Vladimír Novotný, su kresadlo.cz.
- su Astronautilia:
  - voce su Amazon, di Wallace McLeod
  - alcuni versi trascritti da William Annis
- varie poesie in varie lingue, tra cui una in italiano dal titolo Il cigno magorino e il fringuello: un gioco di parole sul suo vero cognome, poiché il cognome Pinkava è una variante dialettale del ceco pěnkava, appunto fringuello
- un proverbio italiano visto da Jan Křesadlo
- sulle sue opere scientifiche:
  -  riferimenti bibliografici, su interaction-design.org.
  -  articoli e citazioni, su scholar.google.com.
  -  capitolo dedicato alla logica di Pinkava della Encyclopedia of Optimization, su books.google.cz.